# 北海道名寄工業高等学校
北海道名寄工業高等学校（ほっかいどう なよろこうぎょうこうとうがっこう、Hokkaido Nayoro Technical High school）は、かつて北海道名寄市西5条北5丁目にあった道立工業高等学校。
硬式野球部が北海道有数の強豪として有名だった。

## 沿革
- 1975年（昭和50年）4月1日 - 北海道名寄工業高等学校開校（北海道名寄高等学校から分離）。
- 1985年（昭和60年）10月12日 - 創立10周年、校舎改築落成記念式典挙行。
- 2000年（平成12年）3月24日 - 北海道名寄光凌高等学校に統廃合のため、閉校。
- 2000年（平成12年）4月12日 - 北海道名寄光凌高等学校（現：北海道名寄産業高等学校）開校。